# Euphyia atrolata
Euphyia atrolata là một loài bướm đêm trong họ Geometridae.